# Distrito de Juliaca
El distrito de Juliaca (Hullaqa en quechua y aimara) es uno de los cinco que conforman la provincia de San Román en el departamento de Puno en el Sur del Perú.

## Historia
El distrito fue creado en los primeros años de la República.

## Geografía

### Límites
Los límites del distrito de Juliaca son:
| Noroeste: distrito de Calapuja                                                  | Norte: Provincia de Azangaro                   | Noreste: distrito de Caminaca                                                      |
| Oeste: distrito de Lampa (prov. de Lampa) y distrito de cabanilla (prov. Lampa) |                                                | Este: distrito de Pusi (prov. de Huancané) y distrito de Samán (prov. de Azángaro) |
| Suroeste distrito de cabana                                                     | Sur: distrito de cabana y distrito de Caracoto | Sureste: distrito de Caracoto                                                      |

## Población
Según el censo de 2015, cuenta con 278 444 habitantes, repartidos de la siguiente manera: hispanohablantes, quechuahablantes y habla aimara.
Juliaca esa capital del distrito y de la provincia de San Román, concentra a 278 444 habitantes, es decir, el 96% de la población total del distrito

## Autoridades

### Municipales
- 2019 - 2022[3]
  - Alcalde: David Sucacahua Yucra, de Movimiento de Integración por el Desarrollo Regional (Mi Casita).
  - Regidores:

  1. Pierina Michelly Gamero-Andrade Sandoval (Movimiento de Integración por el Desarrollo Regional (Mi Casita))
  2. Fritz Eliot Alarcón Apaza (Movimiento de Integración por el Desarrollo Regional (Mi Casita))
  3. Rony Apaza Mamani (Movimiento de Integración por el Desarrollo Regional (Mi Casita))
  4. William Evony Humpire Castro (Movimiento de Integración por el Desarrollo Regional (Mi Casita))
  5. Delia Eulalia Ccalla Ortiz (Movimiento de Integración por el Desarrollo Regional (Mi Casita))
  6. Mauricio Viamonte Calderón (Movimiento de Integración por el Desarrollo Regional (Mi Casita))
  7. Fredy Franklin Trujillo Mamani (Movimiento de Integración por el Desarrollo Regional (Mi Casita))
  8. Freddy Aurelio Caira Machaca (Movimiento de Integración por el Desarrollo Regional (Mi Casita))
  9. Rildo Paul Tapia Condori (Poder Andino)
  10. Johny Godofredo Cruz Ochoa (Poder Andino)
  11. Ruly Renee Lima Vargas (Frente Amplio para el Desarrollo del Pueblo)
  12. Eloy Chura Calla (Moral y Desarrollo)
  13. José Luis Mamani Mamani (El Frente Amplio por Justicia, Vida y Libertad)

## Festividades
- Enero 20: San Sebastián
- febrero - marzo: El Carnaval más prolongado del Perú.
- 3 de mayo: Las Fiestas Cruces.
- Julio: Santiago.
- 24 de octubre: Aniversario de Juliaca y Tokoreada.
- 1 de noviembre: Todos Santos